# Arklon Huertas del Pino
Arklon Huertas del Pino (nació el 16 de julio de 1994) es un jugador de tenis peruano.
Su ranking ATP más alto de singles fue el número 453, logrado el 18 de julio de 2022. Su ranking ATP más alto de dobles fue el número 174, logrado el 15 de enero de 2024.
Huertas del Pino es el hermano mayor del también tenista Conner Huertas del Pino.

## Títulos Challenger; 3 (0 + 3)
| Leyenda             | Individuales | Dobles |
| ------------------- | ------------ | ------ |
| ATP Challenger Tour | 0            | 3      |

### Dobles
| N.º | Fecha                  | Torneo                     | Superficie    | Compañero               | Oponentes en la final                                | Resultado        |
| --- | ---------------------- | -------------------------- | ------------- | ----------------------- | ---------------------------------------------------- | ---------------- |
| 1.  | 25 de junio de 2022    | Challenger de Buenos Aires | Tierra batida | Conner Huertas del Pino | Matías Franco Descotte Alejo Lorenzo Lingua Lavallén | 7-5, 4-6, 11-9   |
| 2.  | 4 de noviembre de 2023 | Challenger de Guayaquil    | Tierra batida | Conner Huertas del Pino | Luca Margaroli Santiago Rodríguez Taverna            | 6–3, 6–1         |
| 3.  | 13 de enero de 2024    | Challenger de Buenos Aires | Tierra batida | Conner Huertas del Pino | Max Houkes Lukas Neumayer                            | 6–3, 3–6, [10–6] |